# Hauptstraße C19
Die Hauptstraße C19 im Westen Namibias zweigt bei Mariental von der Nationalstraße B1 ab und führt zunächst in westlicher Richtung als asphaltierte Straße nach Maltahöhe. Anschließend verläuft sie als nicht asphaltierte Straße in westlicher und später nördlicher Richtung unweit vorbei am Sesriem-Canyon nach Solitaire, wo sie in die Hauptstraße C14 mündet.